# Regió de Chari-Baguirmi
La regió de Chari-Baguirmi (en francès Région du Chari-Baguirmi; en àrab منطقة شاري باقرمي, minṭaqat Xārī Bāqirmī) és una de les 22 regions del Txad, amb capital a Massenya. Correspon a una part de l'antiga prefectura de Chari-Baguirmi (les sotsprefectures de Massenya i Bousso i part de la sotsprefectura rural de Ndjamena). El 2009 tenia 621.785 habitants. Els principals grups etnolingüístics presents són àrabs (més del 33%), fulanis, baguirmis, kanuris i ngambais.

## Subdivisions
La regió de Chari-Baguirmi es divideix en 3 departaments:
| Departament | Capital  | Subprefectures                                |
| ----------- | -------- | --------------------------------------------- |
| Baguirmi    | Massenya | Dourbali, Maï Aïche, Massenya                 |
| Chari       | Mandélia | Koundoul, Línia, Lougoun, La Loumia, Mandélia |
| Loug Chari  | Bousso   | Bä Illi, Bogomoro, Bousso, Kouno, Mogo        |